# 10803 Калейо
10803 Калейо (10803 Caléyo) — астероїд головного поясу, відкритий 21 жовтня 1992 року.
Тіссеранів параметр щодо Юпітера — 3,396.